# Ferrari 125 F1
Ferrari 125 F1 — перший гоночний болід з відкритими колесами, який призначався для перегонів у новоствореному чемпіонаті Формула-1 італійської гоночної команди Scuderia Ferrari.
| Ferrari 125 F1          |                                                                        |
| ----------------------- | ---------------------------------------------------------------------- |
| Катенорія               | болід Формула1                                                         |
| Виробник                | Scuderia Ferrari                                                       |
| Гол.конструктор         | Джоаккіно Коломбо                                                      |
| Технічні характеристики |                                                                        |
| Шасі                    | просторова трубчаста зварена сталева рама                              |
| Підвіска(передня)       | подвійні важелі із поперечною рисорою                                  |
| Підвіска(задня)         | подвійні важелі з торсіоном «de Dion»                                  |
| Двигун                  | Ferrari 125, 1.5 л., 225—280 к.с. при 7500 об/хв., V12 (60•)           |
| Трансмісія              | 5-ст. МКПП+задній хід                                                  |
| Вага                    | 700-710 кг.                                                            |
| Пальне                  | Shell                                                                  |
| Шини                    | Dunlop, Pirelli                                                        |
| Історія виступів        |                                                                        |
| Команди                 | Scuderia Ferrari, Peter Whitehead                                      |
| Пілоти                  | А. Аскарі (Іт.), Л. Віллорезі (Іт.), Р. Соммер (Фр.), П. Вайтгед (Бр.) |
| Дебют                   | Гран Прі Монако 1950                                                   |

| Участь у перегонах | Перемоги | Поули | Найшв.коло |
| ------------------ | -------- | ----- | ---------- |
| 10                 | 0        | 0     | 0          |

## Великий початок
Болід розроблявся під керівництвом талановитого італійського конструктора Джоакіно Коломбо, який до цього працював на Alfa Romeo. Болід Ferrari 125 F1 обладнювали V-подібним 12 циліндровим двигуном об'ємом 1496 см3, карбюратором Weber, від спортивного автомобіля Ferrari 125 S. На двигун спочатку ставили одноступінчастий компресор, що збільшувало потужність до 225 конячок. Але на сезон  1949 року двигун доопрацювали, встановивши двохступінчастий компресор, відповідно потужність зросла до 280 к.с. Автомобіль отримав незалежну підвіску: спереду — подвійні важелі із поперечною листовою рисорою, позаду — подвійні ваажелі з торсіоном. Трансмісія характеризувалася 5-ст. МКПП+задній хід від відомого виробника ZF.
Коли в 1950 році було прийняте рішення про проведення чемпіонату світу класу Формула-1, товариство Ferrari змушене було дещо модернізувати свій болід до дебютного сезону, а саме підвіску і двигун. Позаду автомобіль отримав підвіску типу «de Dion».Також оптимізували роботу двигуна. Отож, з таким варіантом оновлення 125 F1, Скудерія дебютувала у чемпіонаті Формула-1 на Гран Прі Монако, де Альберто Аскарі на своєму боліді фінішував на другій сходинці.